# Shinmachi

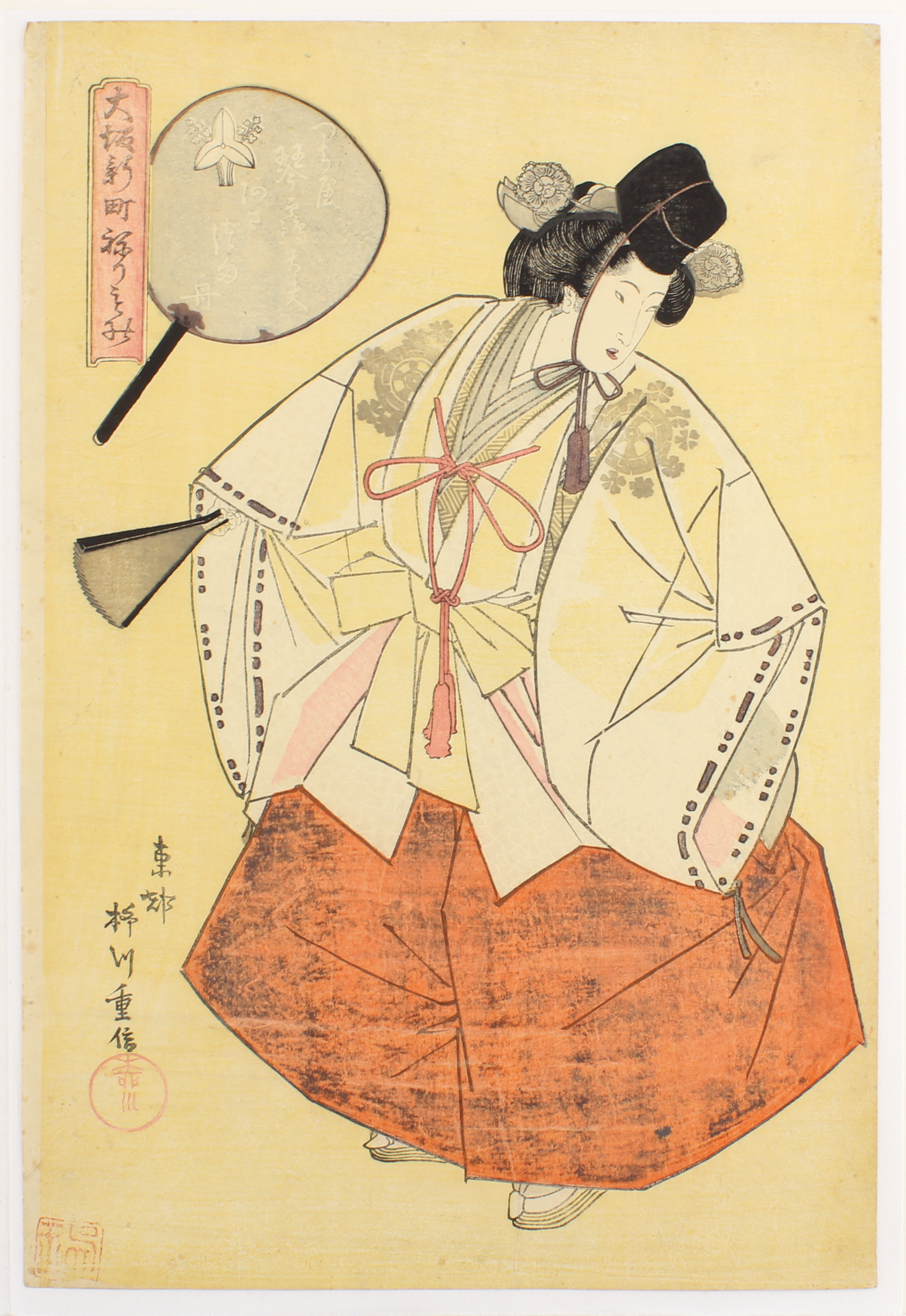
La cortigiana Kotozuru del bordello Tsuruya vestita come una prostituta della nave Asazuma

Shinmachi (新町?) era il principale quartiere autorizzato di piacere e divertimento a Osaka, nel Giappone del periodo Tokugawa.

## Storia
Nei primi anni del XVII secolo, sotto lo shogunato Tokugawa vennero istituiti nelle principali città del paese quartieri dedicati ai piaceri e divertimenti: a Edo nacque lo Yoshiwara, ad Kyoto lo Shimabara ed a Nagasaki il Maruyama. 
Oltre ai bordelli, il quartiere aveva teatri, case da tè e ageya (case di assegnazione) dove i clienti di alto rango invitavano le cortigiane. Nel quartiere erano inoltre presenti veri e propri sexy shop che vendevano articoli di vario tipo come dildo, vagine artificiali, anelli fallici, unguenti e pozioni afrodisiache. La catena di negozi più importante dell'epoca era Yotsumeya, che aveva negozi, oltre che a Shinmachi, anche nei similari quartieri di Edo e Kyoto.

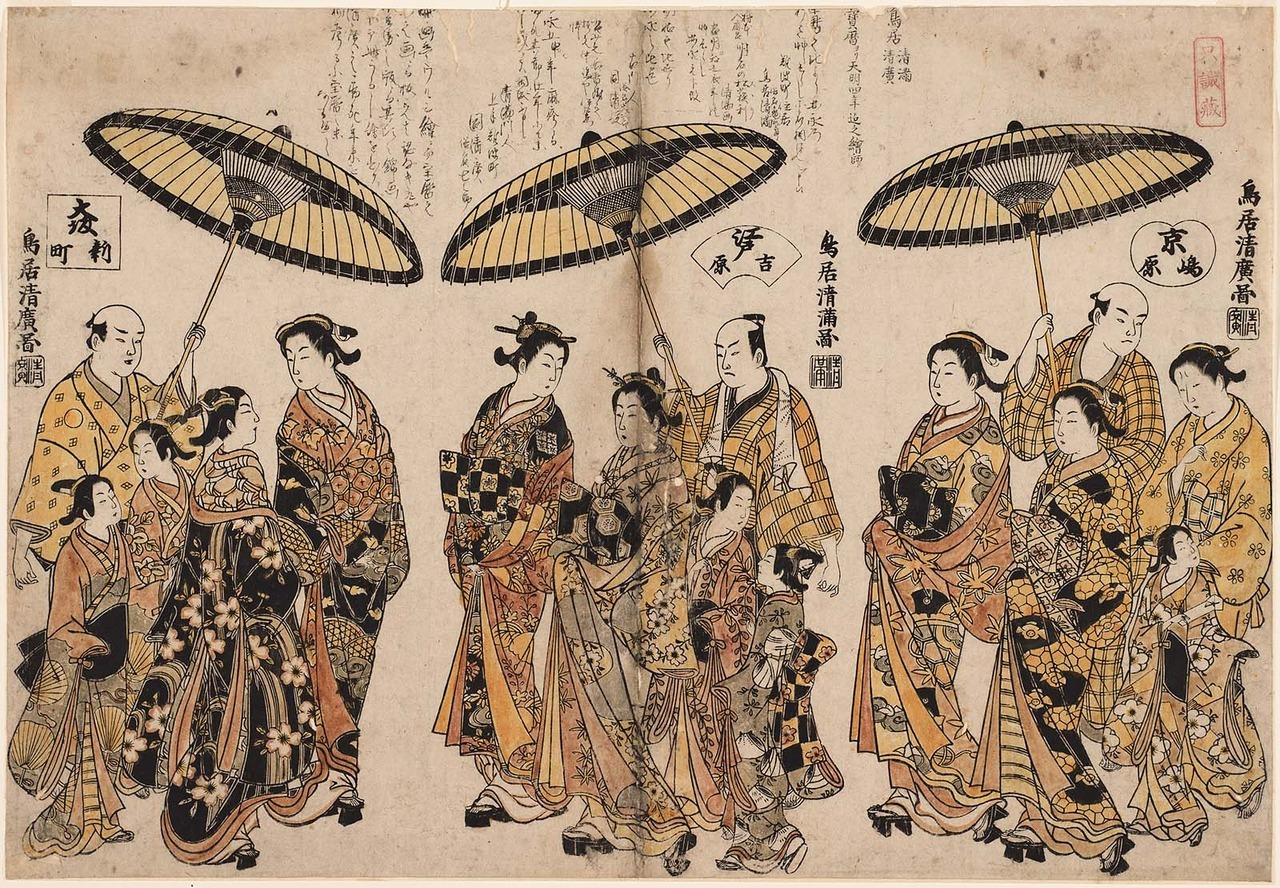
Cortigiane da Shimabara, Kyoto, a destra, da Yoshiwara, Edo, al centro e da Shinmachi, Osaka, a sinistra (Torii Kiyomitsu e Torii Kiyohiro

Nel periodo Edo (1603-1868), i lavori che le donne potevano svolgere per guadagnarsi da vivere erano molto limitati, e mestieri come l'amante o prostituta a Shinmachi erano considerati una valida opzione. Nei grandi stabilimenti era possibile passare da kamuro (assistente) a shinzō (apprendista) e poi a oiran (la cortigiana di rango più alto). All'età di 27 anni, nel tradizionale conteggio degli anni kazoedoshi (nel quale si considera che le persone abbiano un anno alla nascita ed a cui si aggiunge un anno ogni capodanno) le donne raggiungevano la fine del loro servizio e, nel caso delle cortigiane di alto rango, potevano guadagnare la loro libertà come moglie o amante di un ricco samurai o mercante. Le oiran più famose erano vere e proprie celebrità ed i loro ritratti erano molto ricercati dai clienti e collezionisti. Numerosi artisti, soprattutto rappresentanti del genere ukiyo-e, raffigurarono nelle loro opere panorami del quartiere o le oiran più famose, vere e proprie pin-up dell'epoca. Il più noto dell'area di Osaka fu Tsukioka Settei.
Le danze di sala del Kamigata, come era definita all'epoca l'area di Osaka e Kyoto, chiamate Kamigata-mai, diedero origine ad un'orchestica concepita anche per le donne, prendendo spunto dalle danze della corte imperiale e dando ispirazione alle lascive danze dei locali quartieri di piacere.
L'emanazione dell'ordinanza che liberava tutte le geisha e le prostitute nel 1872 portò ad una trasformazione culturale nei quartieri a luci rosse. L'abolizione della prostituzione pubblica, il divieto del traffico di esseri umani, la regolamentazione dei contratti di servizio e la cancellazione dei debiti comportarono alla chiusura di molti bordelli. Sebbene si dicesse che le prostitute continuassero a lavorare di propria volontà, l'ingresso in molti dei bordelli più piccoli vide venir meno le rigide usanze del periodo Edo, comportando un decadimento delle condizioni e della sicurezza delle lavoratrici.
La fine del quartiere arrivò definitivamente con l'approvazione dell'articolo 3 della legge anti-prostituzione (売春防止法?, Baishun bōshi hō) del 1956.